# Terespol
Terespol is een stad in het Poolse woiwodschap Lublin, gelegen in de powiat Bialski. De oppervlakte bedraagt 10,2 km², het inwonertal 6002 (2005). Terespol is gelegen bij de belangrijke grensovergang Brest/Terespol tussen Polen en Wit-Rusland.